# Rhodana
Rhodana (Lyon, 2e eeuw) was een christelijke martelares die leefde in Lyon (Lugdunum) in de provincie Gallia Lugdunensis ten tijde van het Romeinse Rijk.
Rhodana opende haar huis voor ziekenverzorging. Zij werd onthoofd. Dit vond plaats onder het bestuur van keizer Antoninus Pius of keizer Septimius Severus, alnaargelang de legende. In de middeleeuwen dook haar naam op als oorsprong van het paleis van Roanne, dat later het justitiepaleis van Lyon werd. Voor een origine van het paleis van Roanne in de Romeinse tijd, bestaat geen bewijs, enkel een verhaal tijdens de Middeleeuwen.